# 아서 호이트
아서 호이트(Arthur Hoyt, 1874년 3월 19일 ~ 1953년 1월 4일)는 미국의 배우, 영화배우이다.

## 영화
- 해롤드 디들벅의 원죄 (1947년)
- 모간 크리크의 기적 (1944년)
- 정복 영웅의 환영 (1944년)
- 팜 비치 스토리 (1942년)
- 설리반의 여행 (1942년)
- 레이디 이브 (1941년)
- 훌라벌루 (1940년)
- 위대한 맥긴티 (1940년)
- 이스트 사이드 오브 헤븐 (1939년)
- 파리의 분노 (1938년)
- 스타 이즈 본 디 오리지널 (1937년)
- 푸어 리틀 리치 걸 (1936년)
- 워킹 온 에어 (1936년)
- 싱, 베이비, 싱 (1936년)
- 내 사랑 시카고 (1936년)
- 분노 (1936년)
- 스튜던트 투어 (1934년)
- 캣 앤 더 피들 (1934년)
- 어느날 밤에 생긴 일 (1934년)
- 더 프라이즈파이터 앤 더 레이디 (1933년)
- 더 치프 (1933년)
- 미국의 광기 (1932년)
- 인스퍼레이션 (1931년)
- 펄미 데이즈 (1931년)
- 형법 체계 (1931년)
- 라이프 오브 더 파티 (1930년)
- 세이 잇 위드 송 (1929년)
- 더 러시 아워 (1928년)
- 잃어버린 세계 (1925년) - 섬멀리 교수 역
- 더 러버 파이커 (1923년)
- 소울 포 세일 (1923년)
- 네 기수의 묵시록 (1921년)